# Anton Fahne
Anton Fahne (Münster, 28 febbraio 1805 – Düsseldorf, 12 gennaio 1883) è stato uno storico e scrittore tedesco.

## Biografia
Fahne nacque a Münster e studiò medicina presso l'Università di Bonn e legge presso l'Università Humboldt di Berlino. Produsse numerosi scritti genealogici e storici locali. Fahne contribuì a fondare l'Historischen Verein für den Niederrhein (Società storica del Basso Reno) nel 1854.
Fahne morì a Düsseldorf. Fu sepolto al Gerresheimer Waldfriedhof a Düsseldorf-Gerresheim.